# Иттрий-90
Иттрий-90 — изотоп иттрия с медицинской значимостью. Иттрий-90 играет важную роль в радионуклидной терапии рака.

## Распад
Иттрий-90 претерпевает β− распад в цирконий-90 с периодом полураспада 64,1 часа, энергией распада 2.28 МэВ Так же происходит излучение 0,01 % 1.7 МэВ фотонов. 

## Получение
Иттрий-90 может быть получен облучением природного 89Y нейтронами в реакторе по схеме 89Y(n, гамма)→90Y. Однако низкое сечение этой реакции не позволяет получить препарат с высокой активностью.
Иттрий-90 является продуктом распада стронция-90, который присутствует в цепочках распада урана с выходом около 5 %. Однако прямое химическое выделение 90Y из продуктов деления урана загрязняет его другими изотопами иттрия, например 91Y. Поэтому из продуктов распада урана сначала химически выделяют 90Sr, выдерживают для наработки 90Y и химически выделяют его. Для упрощения процесса создаются специальные изотопные генераторы 90Sr→90Y, из которых целевой изотоп химически вымывают по мере накопления.

## Клиническое применение
90Y играет важную роль в лечении печеночно-клеточного рака, а также других видов рака. Интервенционными радиотерапевтами производится трансартериальная радиоэмболизация опухоли микросферами, содержащими 90Y. Данная процедура приводит к значительному увеличению времени прогрессии у пациентов печеночно-клеточным раком, имеет малое количество побочных эффектов и, при сравнении с другими методами лечения, в большей степени улучшает качество жизни пациентов.
В России ведутся испытания препаратов на основе 90Y.